# Семёновка (Кулундинский район)
Семёновка — село в Кулундинском районе Алтайского края, административный центр Семёновского сельсовета.

## История
Село было основано в 1909 году как небольшое поселение из нескольких землянок. Одними из первых поселенцев были выходцы с Украины. В 1910 году в поселении было уже три улицы. Изначально селение называлось Чесноковка (по названию одной из улиц того села, откуда прибыли крестьяне-поселенцы). Позже название было изменено на Семёновка по имени одного из первых переселенцев Рысакова Семёна.
В 1931 году на территории Семёновки возникло три сельскохозяйственных артели: «Труд пахаря», «Искра» и «Артель имени Степана Разина». Через год они были объединены в одну артель имени Степана Разина. В 1935 году артель была разукрупнена и образовалось два новых хозяйства: имени Степана Разина и имени Пугачёва.
В 1929—1930 годах в рамках коллективизации в селе прошло раскулачивание. В 1931 году государство передало сельскому колхозу первый колёсный трактор, а к 1935 году в селе было два колёсных трактора: «Кейс» и «Фордзон». В 1938 году появился ещё один трактор марки ЧТЗ. Тем не менее, техники всё равно не хватало, в основном работали на лошадях.
В 1921 году в Семёновке открыли начальную школа, в 1944 году она стала семилетней, а в 1960 году — восьмилетней. В 1958 году построили сельский клуб, открыли библиотеку. В 1962 году построили новую школу.
В Великой Отечественной войне приняли участие более двухсот жителей села, 87 из них не вернулись. В военное время в Семёновке поселились эвакуированные дети, женщины и инвалиды с Украины, а также выселенные поволжские немцы. В конце 1980-х в центре села была открыта площадь в честь погибших в Великой Отечественной войне с мемориалом погибших жителей. На площади была разбита аллея, посажены голубые ели.
В 1971 году в связи с ростом рождаемости открыли детский сад. В 1974 году в селе появилась новая улица Молодёжная, а в 1975 году в Семёновке открылись магазин продуктовых и магазин продовольственных товаров. В 1979 году построили медпункт.

## Физико-географическая характеристика
Село расположено в пределах Кулундинской равнины, относящейся к Западно-Сибирской равнине.
Расстояние до районного центра села Кулунда — 40 км, до краевого центра города Барнаула — 390 км.
Климат умеренный континентальный. Среднегодовая температура положительная и составляет +2,3° С. Самый теплый месяц года — июль со средней температурой 20,8 °C. Самый холодный месяц — январь со средней температурой -16,8 °C. Средняя температура меняется в течение года на 37,6 °C. Среднегодовая норма осадков — 294 мм. Самый засушливый месяц — февраль с осадками 13 мм. Большая часть осадков выпадает в июле, в среднем 51 мм.
Часовой пояс
Семёновка, как и весь Алтайский край, находится в часовой зоне МСК+4. Смещение применяемого времени относительно UTC составляет +7:00.

## Население
| 1997 | 1998 | 1999 | 2000 | 2001 | 2002 | 2003 |
| ---- | ---- | ---- | ---- | ---- | ---- | ---- |
| 561  | ↘540 | ↘537 | ↘532 | ↘516 | ↘478 | ↗486 |
| 2004 | 2005 | 2006 | 2007 | 2008 | 2009 | 2010 |
| ↘475 | ↘470 | ↘464 | ↘451 | ↘429 | ↘411 | ↗418 |
| 2011 | 2012 | 2013 |      |      |      |      |
| ↘417 | ↘412 | ↘404 |      |      |      |      |